# Amenemopet (fils d'Amenhotep II)
Pour les articles homonymes, voir Amenemopet.
Amenemopet est un prince égyptien de la XVIIIe dynastie, fils d'Amenhotep II.
Il est connu grâce à la stèle C, trouvée dans le temple du sphinx d'Amenhotep II. Il est identifié comme un fils de ce pharaon sur la base de la stèle, qui est stylistiquement datable du règne d'Amenhotep II. Il est possible qu'il soit le prince Amenemopet représenté sur la stèle de la nourrice royale Senetrouiou.